# 岡嶋妙
岡嶋 妙（おかじま たえ、1982年10月2日 - ）は、日本の女性声優。ケンユウオフィス所属。香川県出身。血液型はB型。

## 経歴
大学時代に8ミリ映画に演劇サークルの一員として出演し、その時に友人から「声優に向いてるんじゃない?」と言われて声優に興味を持つ。
東京アナウンスアカデミー、マウスプロモーション付属養成所、talk back卒業。

## 人物
声種はメゾソプラノ。方言は関西弁。
趣味は猫と遊ぶこと、紅茶、アフタヌーンティー巡り、ゲーム、読書。特技はアイロンがけ、肩もみ。

## 出演
太字はメインキャラクター。

### テレビアニメ
2002年
- ベイベーばあちゃん（高橋美夏）

2003年
- 最遊記RELOAD（2003年 - 2004年、白竜、子供、市場の人々、天の声）- 2シリーズ

2004年
- 陰陽大戦記（2004年 - 2005年、女の子B、稲永ふみ）

2005年
- これが私の御主人様（二年女子A）
- 地獄少女（茜の母）

2006年
- Gift 〜eternal rainbow〜（女子生徒）
- しにがみのバラッド。（かな子）
- Strawberry Panic（高倉瑞貴、女生徒A）
- MÄR-メルヘヴン-（女性）

2007年
- アンデルセン・ストーリーズ
- School Days（桂言葉）
- 瀬戸の花嫁（女子A）
- D.C.II 〜ダ・カーポII〜（2007年 - 2008年、雪村杏）- 2シリーズ
- はぴはぴクローバー（メル）

2008年
- バンブーブレード（佐藤、東城高校女子A）
- BLUE DRAGON 天界の七竜（坊ちゃん）

2009年
- 真・恋姫†無双（2009年 - 2010年、張角）- 2シリーズ
- チーズスイートホーム あたらしいおうち（マユちゃん、トントン、お姉さん）
- ファイト一発!充電ちゃん!!（スイーティー・ミリィ）

2010年
- 爆丸バトルブローラーズ ニューヴェストロイア（マロン・リッチ）
- ヨスガノソラ（乃木坂初佳、女子生徒）

2011年
- 俺たちに翼はない（林田美咲、女生徒A）

2017年
- 地獄少女 宵伽（茜の母）

2018年
- パズドラ（2018年 - 2020年、晴子）

### OVA
- School Days OVAシリーズ（2008年、桂言葉）- 2作品
- あきそら（2009年、澄弥可奈）
- ネコぱらOVA（2017年、シナモン）
- ネコぱらOVA 仔ネコの日の約束（2018年、シナモン）

### ゲーム
2004年
- 最遊記RELOAD（白竜）

2005年
- テイルズ オブ コモンズ（ユウ）

2007年
- 召喚少女 〜ElementalGirl Calling〜（ビトル）

2008年
- ウハウハ大奥（姫）
- シークレットゲーム -KILLER QUEEN-（姫萩咲実）
- SWITCH（SOAREA ソアラ）
- School Days L×H（桂言葉）
- D.C.II P.S. 〜ダ・カーポII〜 プラスシチュエーション（雪村杏）
- 桃色大戦ぱいろん（二条結奈）

2009年
- 桃華月憚 -光風の陵王-（川壁桃花、セイ）
- Clear 新しい風の吹く丘で（宮城野紗由）

2010年
- 天神乱漫 Happy Go Lucky!!（常盤まひろ）
- fortissimo//Akkord:Bsusvier（梶浦海美）
- プリンセスラバー!〜Eternal Love For My Lady〜（金子綾乃）
- D.C.I&II P.S.P. 〜ダ・カーポI&II〜 プラスシチュエーション ポータブル（雪村杏）

2011年
- fortissimo EXA//Akkord:Bsusvier（梶浦海美）

2013年
- 鬼ごっこ! Portable（吉備津宮灯）
- 恋愛0キロメートル Portable（木ノ本咲耶）

2014年
- 穢翼のユースティア Angel's blessing（聖女イレーヌ）
- IslandDays（桂言葉）
- 俺たちに翼はない（林田美咲）
- Kadenz fermata//Akkord:fortissimo（梶浦海美）

2015年
- ひとつ飛ばし恋愛V（蒼木夏芽）
- 幻獣契約クリプトラクト（ティオラ）

2016年
- シルヴァリオ ヴェンデッタ -Verse of Orpheus-（ミリアルテ・ブランシェ）
- ドラゴンボール ゼノバース2（タイムパトローラー）
- プラマイウォーズV（神宮実乃璃）

2019年
- エンゲージプリンセス（フローレス）
- スキとスキとでサンカク恋愛（カーラ・オリヴィア）
- かりぐらし恋愛（臼島奈々子）
- ポケモンマスターズ（ナギ）

2020年
- ポルト・ミラージュ（彼方はるか、フラッグ）
- 東方ロストワード（わかさぎ姫、爾子田里乃 他）

2022年
- 穢翼のユースティア（聖女イレーヌ）

### ドラマCD
- ヨメイロちょいす（2010年、きぃろ）
- 穢翼のユースティア（聖女イレーヌ[21]）
- 俺たちに翼はない ドラマシリーズ第1章 林田美咲（林田美咲）
- 真・恋姫†無双 どらまCD 壱（張角）
- 最遊記シリーズ
- School Days DRAMA CD Vol.1、2（2007年、桂言葉）
- ゾンビ屋れい子（東堂麻世）
- D.C.II S.S. 〜ダ・カーポII セカンドシーズン〜「聖夜のミスコン大作戦!」（雪村杏）
- ドラマCD となりの801ちゃん
- どみなのド!（怒皆あかり）
- 僕と彼女の×××（女子生徒）

### BLCD
- 甘い罪のカケラ（女性）
- 王子様☆ゲーム（側室）
- かわいい悪魔（西原マキ）
- 傾城秘話 籠の中で〜籠の華（少女）
- 子供はなんでも知っている（少女）
- さあ 恋におちたまえ 4（女子生徒2）
- 千一秒物語（押切柾目）
- ネクラートホリック（受付嬢）
- 春を抱いていた 5、8（女性）
- ヒミツの新薬実験中!（佐野梨恵）
- ラブネコ（ネココ〈女性〉）

### 吹き替え

#### 映画
- ジョージアの日記/ゆーうつでキラキラな毎日
- ハイジ
- ヒストリー・オブ・バイオレンス（サラ・ストール）

#### ドラマ
- 美しき日々
- ザット'70sショー
- トワイライト・ゾーン
- マルコム in the Middle
- 名探偵モンク4 #9（ドリー）
- 窈窕淑女
- レリックハンター〜秘宝を探せ〜

#### アニメ
- ロケット・パワー

### ラジオ
- Radio School Days（2007年 - 2008年）
- ヘルシーメルシー（週替わり4人交代でパーソナリティーを務める）

### CM
- アデランス（ラジオCM[1]）

## ディスコグラフィ

### キャラクターソング
| 発売日   | 商品名                                                                     | 歌                                             | 楽曲                                                                        | 備考                                             |
| 2008年   | 2008年                                                                     | 2008年                                         | 2008年                                                                      | 2008年                                           |
| -------- | -------------------------------------------------------------------------- | ---------------------------------------------- | --------------------------------------------------------------------------- | ------------------------------------------------ |
| 2月27日  | D.C.II 〜ダ・カーポII〜 キャラクターソング VOL.4 雪村杏                    | 雪村杏（岡嶋妙）                               | 「綺麗な記憶」 「光と雪の中で」                                             | テレビアニメ『D.C.II 〜ダ・カーポII〜』関連曲    |
| 8月6日   | 俺たちに翼はない ドラマシリーズ第1章 林田美咲                              | 林田美咲（岡嶋妙）                             | 「KI・RA・ME・KI（Short ver.）」                                            | 『俺たちに翼はない』関連曲                       |
| 2009年   |                                                                            |                                                |                                                                             |                                                  |
| 12月16日 | 「真・恋姫†無双」キャラクターソングCD 一「数え役萬☆姉妹(張三姉妹)」        | 数え役萬☆姉妹                                  | 「YUME 蝶ひらり」 「乙女のチカラ」 「あいはだってだって最強!」              | テレビアニメ『真・恋姫†無双』挿入歌              |
| 2010年   |                                                                            |                                                |                                                                             |                                                  |
| 7月21日  | 真・恋姫†無双 歌将大乱                                                     | 数え役萬☆姉妹                                  | 「ダイジョウブ!」                                                           | テレビアニメ『真・恋姫†無双』挿入歌              |
| 7月21日  | 真・恋姫†無双 歌将大乱                                                     | 公孫賛（河原木志穂）、張角（岡嶋妙）           | 「断断断断断断然!」                                                         | テレビアニメ『真・恋姫†無双 〜乙女大乱〜』関連曲 |
| 10月8日  | School Days VOCAL COMPLETE ALBUM                                           | 西園寺世界（河原木志穂）、桂言葉（岡嶋妙）     | 「イノセント・ブルー（世界&言葉ver）」 「ファーストノート（世界&言葉ver）」 | テレビアニメ『School Days』関連曲                |
| 10月8日  | School Days VOCAL COMPLETE ALBUM                                           | 河原木志穂、岡嶋妙                             | 「Still I Love You〜みつめるよりは幸せ〜（世界&言葉ver）」                  | PCゲーム『School Days HQ』オープニングテーマ     |
| 2012年   |                                                                            |                                                |                                                                             |                                                  |
| 4月27日  | 穢翼のユースティア -Original CharacterSong Series- St.IRENE,LAVRIA / LICIA | 聖女イレーヌ（岡嶋妙）、ラヴィリア（種﨑敦美） | 「HIKARIのノクターン」                                                      | ゲーム『穢翼のユースティア』関連曲               |